# Comté de Pottawatomie (Kansas)
Pour les articles homonymes, voir Comté de Pottawatomie.
Le comté de Pottawatomie est l’un des 105 comtés de l’État du Kansas, aux États-Unis d’Amérique.
Siège : Westmoreland.

## Géolocalisation
|                | Comté de Marshall     | Comté de Nemaha  |
| Comté de Riley | Comté de Pottawatomie | Comté de Jackson |
|                | Comté de Wabaunsee    | Comté de Shawnee |